# Noroy
Noroy település Franciaországban, Oise megyében. Lakosainak száma 254 fő (2022. január 1.). Noroy Cernoy, Cuignières, Erquinvillers, Fouilleuse, Maimbeville, Pronleroy, Rémécourt és Saint-Aubin-sous-Erquery községekkel határos.

## Népesség
A település népességének változása:
| Lakosok száma | 205  | 211  | 225  | 234  | 245  | 250  | 257  | 261  | 254  |
|               | 2013 | 2015 | 2016 | 2017 | 2018 | 2019 | 2020 | 2021 | 2022 |